# Lucius Domitius Ahenobarbus (consul en -16)
Pour les articles homonymes, voir Lucius Domitius Ahenobarbus.
Lucius Domitius Ahenobarbus est un homme politique et général des débuts de l'Empire romain.

## Biographie
Il est l'unique fils de Cnaeus Domitius Ahenobarbus et d'Aemilia Lepida. Sa mère a un lien de parenté avec le triumvir Lépide. Ses grands-parents maternels sont la sœur de Caton le Jeune et Lucius Domitius Ahenobarbus,.
Quand il est jeune, Lucius est un aurige habile et renommé, peut-être au point de l'obsession,.
Il est fiancé en 36 av. J.-C. lors de la réunion entre Octave et Marc Antoine à Tarente, à Antonia Major, la fille de ce dernier et d'Octavie. En 25 av. J.-C., ils se marient et auront pour enfants :
- Lucius Domitius Aenobarbus, peut être représenté sur l'Ara Pacis, mort jeune.
- Domitia Lepida Major ;
- Domitia Lepida Minor, mère de Messaline.
- Cnaeus Domitius Ahenobarbus, père de Néron ;

En -29, il devient patriciens.
Il est édile en 22 av. J.-C. Suétone le décrit comme « fier, prodigue et cruel », faisant preuve de nombreuses marques d'irrespect, forçant le « censeur Lucius Plancus à se ranger sur son passage », manquant aussi de respect envers un proconsul d'Afrique et envers un légat d'Illyrie.
Il est consul en 16 av. J.-C. Suétone ajoute que durant son consulat, et la préture qu'il a occupée auparavant, « il fit paraître sur la scène des chevaliers romains et des matrones pour représenter des mimes », ce qui est très dégradant, les mimes étant la plus basse classe des acteurs, déjà mal vus à Rome. Il fait donner aussi de nombreux jeux du cirque, comme des spectacles de gladiateurs ou des combats contre des bêtes. Il est si excessif qu'Auguste est obligé de l'en blâmer par un édit,,,.

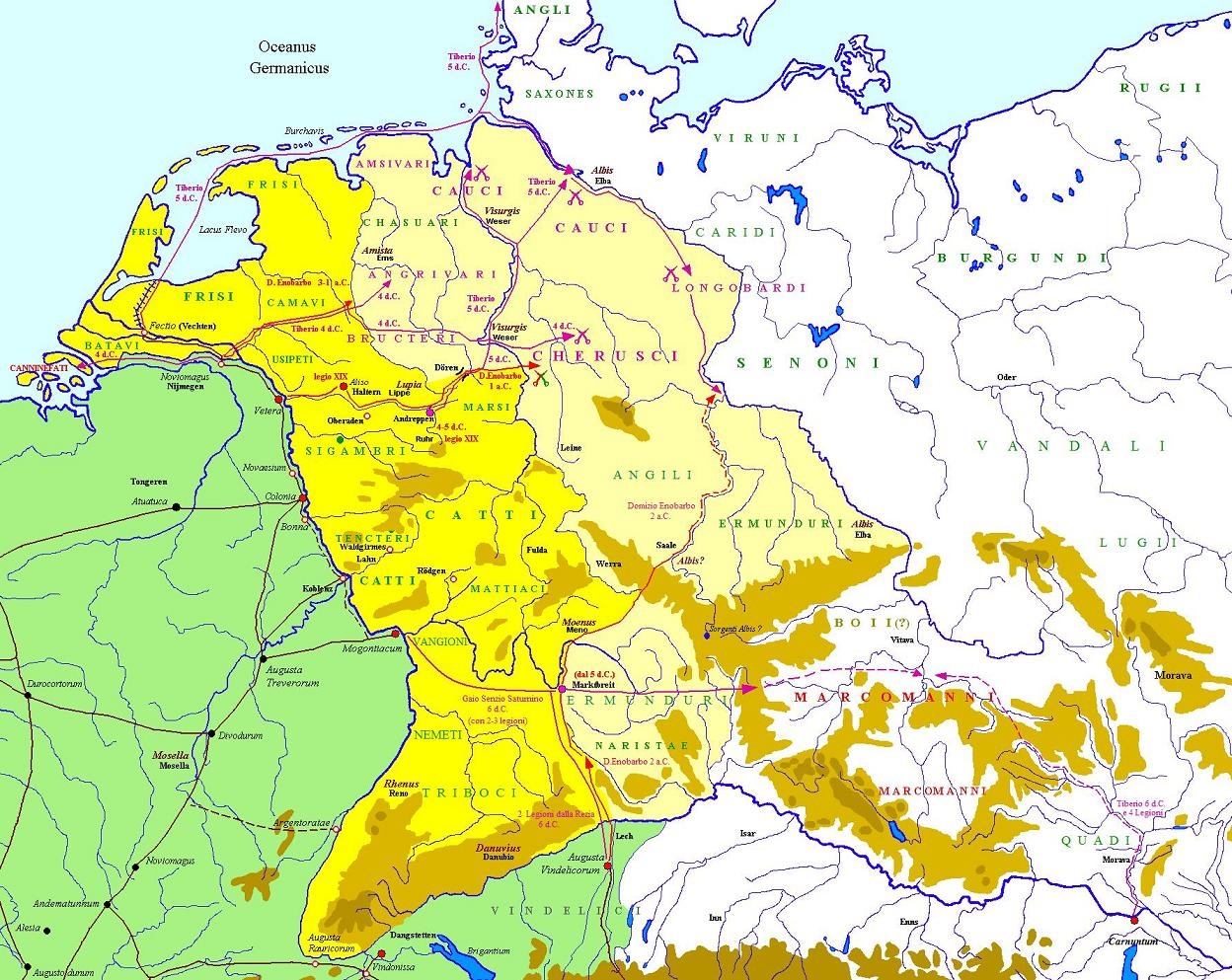
Les campagnes de Lucius Domitius Ahenobarbus (3 à 1 av. J.-C.) et de Tibère (4 à 6) en Germanie.

Après son consulat, et probablement comme successeur de Tibère, il commande l'armée romaine en Germanie, de 3 à 1 av. J.-C. Il traverse l'Elbe où il érige un autel à Auguste et pénètre plus loin dans le pays qu'aucun de ses prédécesseurs ne l'avait fait. Il édifie également une passerelle, dite pontes longi, sur des marais entre le Rhin et l'Ems. Pour ces réalisations, il reçoit les insignes d'un triomphe. Marcus Vinicius lui succède de 1 à 3 ap. J.-C. puis à nouveau Tibère.
L'autel de la paix d'Auguste montre sur sa face sud (voir image) le fils de Lucius, Cnaeus Domitius Ahenobarbus et sa grande sœur Domitia Lepida Major (les deux enfants à droite). Antonia Major est représentée derrière eux et il est possible que l'homme près d'elle soit Lucius.
Il est aussi l'exécuteur testamentaire d'Auguste en 14. Il meurt en 25 ap. J.-C.